# Idiostatus wymorei
Idiostatus wymorei är en insektsart som beskrevs av Andrew Nelson Caudell 1934. Idiostatus wymorei ingår i släktet Idiostatus och familjen vårtbitare. Inga underarter finns listade i Catalogue of Life.